# Гульєрі (гори)

Розташування масиву Гульєрі.

Масив Гульєрі (каталонською Les Guilleries) — гірська система, розташована на вершині Каталонського поперечного хребта та Прибережного хребта. Найвищою точкою хребта є Сант-Мікель-де-Сольтерра або Сант-Мікель-де-лес-Формігес (1204 м), інші головні вершини — Туро-дель-Файг-Верд (1187 м), Рокалларга (1187 м), Сант-Бене (1149 м), Ель-Фар (1111 м), Сант-Грегорі (1094 м), Мондуа (930 м), Л'Агуллола (921 м) і Туро-дель-Кастель (851 м).
Гільєрі є одним із небагатьох місць у Каталонській Середземноморській системі, де зустрічаються умови амфіболітової фації. Водосховища Pantà de Susqueda і Pantà de Sau, що мають велике значення для водопостачання Барселони, розташовані в районі Гільєрі.
У минулі часи ці гори були сумно відомі тим, що вони були притулком бандитів і розбійників.
Основними містами в районі Гіллеріє є Сан-Гіларі-Сакальм, Осор, Сускеда, Віланова-де-Сау, Сан-Садурні-д'Осорморт, Еспінельвес і Віладрау.